# Tấn Giang (website)
Tấn Giang (tiếng Trung: 晋江文学城 (Tấn Giang văn học thành)) là một website văn học nguyên tác đồng thời là một diễn đàn văn học lớn tại Trung Quốc, chiếm tới 80% thị trường sách điện tử của nữ giới Trung Quốc.

## Giải thưởng
| Năm  | Đơn vị trao giải                                                           | Giải thưởng                                            |
| ---- | -------------------------------------------------------------------------- | ------------------------------------------------------ |
| 2008 | Hội nghiên cứu văn học đương đại Trung Quốc                                | Top 20 website văn học tốt nhất năm 2007               |
| 2008 | Hội nghiên cứu văn học đương đại Trung Quốc                                | 1 trong Mười website văn học có lực ảnh hưởng lớn nhất |
| 2008 | Hội chợ bản quyền Trung Quốc                                               | website văn học nguyên tác ưu tú theo bình chọn 2008   |
| 2008 | Hội chợ bản quyền Trung Quốc                                               | website văn học nguyên tác ưu tú                       |
| 2010 | Bộ tuyên truyền thị ủy Bắc Kinh và Hiệp hội truyền thông internet Bắc Kinh | website tiểu thuyết tốt nhất                           |
| 2010 | Bản quyền hội chợ quốc tế                                                  | website văn học tốt nhất năm                           |

## Bê bối
- Năm 2008, Công ty trách nhiệm hữu hạn phổ biến văn hóa Hoa Quý khởi kiện Tấn Giang tự ý lấy 578 tác phẩm đăng trên website và cho phép download mà chưa có sự cho phép của tác giả. Tòa án phán Tấn Giang thua kiện và phải bồi thường.[3]
- Năm 2011, website Tấn Giang xảy ra lỗi kỹ thuật dẫn đến việc đại bộ phận website không thể vào, đồng thời ảnh hưởng tới hệ thống nạp tiền của website.[4]
- Năm 2014, tác giả hợp đồng của Tấn Giang là "Sói xám mọc cánh" (tên thật: Đinh Nhất) bị khởi tố tội "Buôn bán văn hóa phẩm đồi trụy". Theo tác giả này khai báo là do bị biên tập viên Tấn Giang xúi giục.[5]
- Tháng 5 năm 2019, trên trang Tấn Giang đăng tải các tác phẩm như "Người đàn ông không biết hối cải", "Nhật kí dưỡng thành yêu nghiệt", bị tình nghi là truyền bá văn hóa phẩm đồi trụy, bị các cơ quan liên ngành "Đánh bay đồi trụy" của thành phố Bắc Kinh điều tra. Ban lãnh đạo Tấn Giang chủ động lên tiếng phối hợp các cơ quan chức năng điều tra, xét xử, đồng thời tiến hành rà soát toàn trang và chỉnh sửa quy định đăng tải, do đó website phải dừng các tác vụ đăng tải bài viết mới trong 15 ngày (từ 15 tháng 7 đến 30 tháng 7).[6][7] Kết thúc vụ việc 2 tác giả hợp đồng của Tấn Giang bị bắt vì tội tàng trữ, buôn bán văn hóa phẩm đồi trụy.[8]